# I. S. Johar
Inderjeet Singh Johar (* 16. Februar 1920 in Talagang; † 10. März 1984 in Bombay) war ein indischer Schauspieler, Regisseur und Drehbuchautor.

## Leben und Karriere
I. S. Johar hatte ursprünglich Politik und Wirtschaft studiert, ehe er sich Ende der 1940er-Jahre für die Schauspielerei entschied. Sein Filmdebüt machte er in Roop K. Shoreys Ek Thi Ladki (1949), für den er auch das Drehbuch verfasste. Als Drehbuchautor war er an Baldev Raj Chopras Regiedebüt Afsana (1951) und dessen erfolgreichem Chandni Chowk (1954) beteiligt. In den folgenden drei Jahrzehnten wurde Johar zu einem bekannten Darsteller des Hindi-Films, der vor allem komödiantische Rollen spielte. Für seinen Auftritt im Film Johny Mera Naam gewann Johar 1971 den Filmfare Award als Bester Komiker. In einer Reihe von Filmen war er auch gemeinsam mit dem Komiker Mehmood zu sehen. International bekannt machte ihn seine Nebenrolle als Gasim in Lawrence von Arabien, wo er von Peter O’Toole in zwei der dramatischsten Szenen des Filmes zunächst aus der Wüste gerettet wird und später hingerichtet werden muss. Als etwas trotteliger Schiffsmanager gehörte Johar 1978 zur internationalen Starbesetzung der Agatha-Christie-Verfilmung Tod auf dem Nil mit Peter Ustinov.
Neben seinen Rollen in über 100 Kinofilmen übernahm Johar auch bei insgesamt 14 Filmen Regie und Drehbuch. Johar war als provokanter Komödienregisseur umstritten, da er in seinen Filmen etwa häufig politische Anspielungen einbrachte, so kritisierte seine Filmsatire Nasbandi (1978) die Sterilisationspolitik von Indira Gandhi. Seine Filme thematisierten ebenfalls Sexualität, was damals noch ein Tabubruch in Indien war. Auch im Privatleben war er überzeugter Liberaler und fünfmal verheiratet. Er verstarb 1984 im Alter von 64 Jahren.

## Filmografie (Auswahl)
- 1949: Ek Thi Ladki
- 1958: Die Pranke des Tigers (Harry Black)
- 1959: Brennendes Indien (North West Frontier)
- 1959: Goonj Uthi Shehnai
- 1960: Bewaqoof
- 1962: Lawrence von Arabien (Lawrence of Arabia)
- 1963: Kali Yug: Die Göttin der Rache (Kali Yug, la dea della vendetta)
- 1963: Kali Yug, 2. Teil: Aufruhr in Indien (Il mistero del tempio indiano)
- 1965: Teen Devian
- 1966: Dil Ne Phir Yaad Kiya
- 1966: Gefahr im Tal der Tiger (Maya)
- 1967: Maya
- 1969: Nanak Naam Jahaz Hai
- 1970: Johny Mera Naam
- 1970: Safar
- 1978: Ganga Ki Saugand
- 1978: Tod auf dem Nil (Death on the Nile)
- 1982: Gopichand Jasoos
- 1984: Bad Aur Badnaam